# Piyusti
Piyusti (Piyušti) va ser rei d'Hattusa (Hattuša), al regne d'Hatti, al final del segle xix aC o començament del segle xviii aC. És l'únic monarca pre-hitita del que en queda clarament especificat el nom i algunes dades biogràfiques.
Les notícies sobre Piyusti les coneixem pel document que s'ha anomenat "Text d'Anitta", el rei de Nesa (Kanish), que als inicis del seu regnat va continuar la política expansionista del seu pare Pithana. Piyusti, en coalició amb altres reis d'Anatòlia, entre ells segurament Huzziyas, suposadament rei de Zalpuwa, un territori de la mar Negra, s'hi va enfrontar amb la creença de què el venceria, ja que uns anys abans, Hatti i Zalpa havien vençut la ciutat de Nessa i s'havien emportat els seus déus. Però Anitta els va derrotar encara que no els va poder eliminar en un primer moment. Després Piyušti va lliurar una segona batalla amb Anitta a la ciutat de Šalampa, i va tornar a ser derrotat. Es va retirar i va fortificar Hattuša, que Anitta va assetjar; a la ciutat va començar la fam i quan ja es trobava prou debilitada, Anitta la va prendre una nit per assalt, la va maleir i la va destruir fins al fonaments. Huzziyas va ser capturat també i deportat.
La ciutat d'Hattusa era la capital no d'un regne hitita sinó dels hattis nadius. La llengua nativa, el hatili, es va seguir usant però la llengua de la classe dirigent era la llengua hitita. A Kanish apareix més tard un rei anomenat Zuzzu.